# Ивлево (Ржевский район)
Ивлево — упразднённая деревня в Ржевском районе Тверской области России. Находилась на территории современного сельского поселения «Чертолино».

## География
Расположена деревня на юге области, в зоне смешанных лесов, возле деревни Чернево, у реки Добрыня.

## История
Входила в Афанасовский сельсовет.

## Инфраструктура
Было развито личное подсобное хозяйство.

## Транспорт
Просёлочные дороги.